# Río Chíllar (vattendrag i Spanien)
Río Chíllar är ett vattendrag i Spanien.   Det ligger i provinsen Provincia de Málaga och regionen Andalusien, Nerja i den södra delen av landet, 400 km söder om huvudstaden Madrid.